# Concerto per due pianoforti soli
Il Concerto per due pianoforti soli è una composizione di Igor' Fëdorovič Stravinskij scritta fra il 1931 e il 1935 ed appartiene al periodo neoclassico dell'autore.

## Storia
Nei primi mesi del 1931 Stravinskij decise di trasferirsi da Nizza a Voreppe nell'Isère con l'intenzione di passarvi l'estate; vi rimase invece per tre anni, ammaliato dal paesaggio e dalla tranquillità del posto. Qui, nella sua nuova casa, iniziò nell'autunno la composizione del Concerto per due pianoforti soli, opera nata dal desiderio di scrivere un lavoro da poter eseguire con il figlio Sviatoslav Soulima, valido pianista, e anche da poter portare in tournée in luoghi dove non fosse possibile disporre di un'orchestra. Terminata la composizione del primo movimento, il musicista si interruppe poiché, abituato com'era a scrivere tutte le sue composizioni al pianoforte, aveva difficoltà a "sentire" la parte della seconda tastiera. Egli decise così di chiedere alla Casa Pleyel la costruzione di un doppio pianoforte formato da due triangoli incastrati; su questo strumento riuscì a terminare il concerto provandolo poco per volta con il figlio Soulima. La composizione fu comunque interrotta più volte per iniziare altre opere, tra cui il Duo concertante e Perséphone; questa lunga gestazione terminò infatti quattro anni più tardi il 9 novembre 1935 a Parigi. La prima esecuzione avvenne il 21 novembre 1935 a Parigi alla Salle Gaveau per l'Université des Annales con il compositore ed il figlio come interpreti.

## Analisi
Il Concerto per due pianoforti è un'opera grandiosa. Il musicista ha amplificato le possibilità dello strumento fino a rasentare una polifonia di stampo sinfonico di grande densità sonora. Stravinskij stesso ammise che questo suo lavoro fosse "sinfonico sia nei volumi che nelle proporzioni". Prima di scriverlo egli si dedicò molto alla rilettura di autori classici, in particolare Beethoven sia per le Variazioni che per le Fughe. La tecnica pianistica rigorosa sembra inoltre prendere molto dalle composizioni per clavicembalo per l'utilizzo delle note ribattute. Diviso in quattro movimenti, il Concerto si apre con un allegro Con moto che si basa sulla coesistenza e alternanza di due temi, uno più marcato e l'altro decisamente più cantabile. Segue poi un Notturno elegante che richiama brani del XVIII secolo ed è venato di lirismo; Stravinskij volle in seguito scherzare su questo suo aspetto inusuale dicendo che questo Notturno non è "una musica della notte, quanto del dopocena come un digestivo per i movimenti più ampi". Il terzo movimento è costituito da Quattro variazioni che enunciano poco per volta un tema che, elaborato con grande abilità, viene alla fine esposto nel Preludio e diventa la base su cui è costruita la Fuga finale.